# Elie Samaha
Elie Samaha (en arabe : إيلي سماحة) (né le 10 mai 1955  à Zahlé) est un producteur de cinéma et scénariste américano-libanais. Il est le cofondateur de Franchise Pictures.

## Filmographie partielle

### Cinéma
- 1995 : Immortals (the Immortals) de Brian Grant
- 1996 : Hollow Point de Sidney J. Furie
- 1997 : Le Maître du jeu (The Maker) de Tim Hunter
- 1997 : American Perfekt de Paul Chart
- 1997 : Top of the World de Sidney J. Furie
- 1998 : Point de rupture (Break Up) de Paul Marcus
- 1998 : Les Démineurs (Sweepers) de Keoni Waxman
- 1998 : Free Money d'Yves Simoneau
- 1998 : La Loi du sang (Monument Ave.) de Ted Demme
- 1999 : The Confession (en) de David Hugh Jones
- 1999 : A Murder of Crows de Rowdy Herrington
- 1999 : Les Anges de Boston (The Boondock Saints) de Troy Duffy
- 1999 : The Big Kahuna de John Swanbeck
- 2000 : Ce que je sais d'elle... d'un simple regard (Things You Can Tell Just by Looking at Her) de Rodrigo García
- 2000 : Animal Factory de Steve Buscemi
- 2000 : Amours mortelles (Mercy) de Damian Harris
- 2000 : Mon voisin le tueur (The Whole Nine Yards) de Jonathan Lynn
- 2000 : Battlefield Earth de Roger Christian
- 2000 : Get Carter de Stephen T. Kay
- 2001 : The Pledge de Sean Penn
- 2001 : The Caveman's Valentine de Kasi Lemmons
- 2001 : Braquages (Heist) de David Mamet
- 2001 : Destination: Graceland (3000 Miles to Graceland) de Demian Lichtenstein
- 2001 : Driven de Renny Harlin
- 2001 : Angel Eyes de Luis Mandoki
- 2001 : Plan B de Greg Yaitanes
- 2002 : Mafia Love (Avenging Angelo) de Martyn Burke
- 2002 : Ecks contre Sever : Affrontement mortel (Ballistic: Ecks vs. Sever) de Wych Kaosayananda
- 2002 : Père et Flic (City by the Sea) de Michael Caton-Jones
- 2002 : Mission Alcatraz (Half Past Dead) de Don Michael Paul
- 2003 : L'Affaire Van Haken (The Foreigner) de Michael Oblowitz
- 2003 : Espion mais pas trop ! (The In-Laws) d'Andrew Fleming
- 2003 : Alex et Emma (Alex & Emma) de Rob Reiner
- 2004 : Spartan de David Mamet
- 2004 : Funky Monkey d'Harry Basil
- 2004 : Mon voisin le tueur 2 (The Whole Ten Yards) de Howard Deutch
- 2004 : Out of Reach de Po-Chih Leong
- 2005 : Piège au soleil levant (Into The Sun) de Christopher Morrison
- 2005 : Un coup de tonnerre (A Sound of Thunder) de Peter Hyams
- 2006 : Tristan et Yseult (Tristan & Isolde) de Kevin Reynolds
- 2006 : Rescue Dawn de Werner Herzog
- 2007 : The Flock d'Andrew Lau
- 2007 : Trainwreck: My Life as an Idoit de Tod Harrison Williams

### Télévision
- 1997 : Natural Enemy (de) de Douglas Jackson (téléfilm)